# Argathona crenulata
Argathona crenulata är en kräftdjursart som beskrevs av Bruce 1982. Argathona crenulata ingår i släktet Argathona och familjen Corallanidae. Inga underarter finns listade i Catalogue of Life.